# Уайт, Алан Дейвид
Алан Дейвид Уайт (англ. Alan David White; 1923 — 9 мая 2020) — американский физик, известный прежде всего как один из изобретателей гелий-неонового лазера видимого диапазона.

## Биография
После окончания службы в армии во время Второй мировой войны Уайт получил высшее образование в соответствии с законом G.I. Bill. Получил степени по физике и математике в Университете Ратгерса и Сиракузском университете. С 1953 по 1983 год работал в Лабораториях Белла, затем был научным консультантом фирмы Tropel Corp..
Увлекался искусством, в частности занимался скульптурой.
За свои достижения награждён в 1984 году премией Давида Сарнова, а в 2000 году избран в Зал славы изобретателей Нью-Джерси.

## Научная деятельность
Первый газовый лазер, работавший на смеси гелия и неона, был продемонстрирован в 1960 году и испускал излучение на длине волны 1,15 мкм (инфракрасный диапазон). Два года спустя Уайт совместно с Дейном Ригденом (англ. Dane Rigden) показал, что гелий-неоновый лазер может давать излучение на длине волны 632,8 нм, то есть в видимом диапазоне спектра. В последующие годы Уайт с Юджином Гордоном и другими коллегами исследовал причины ограничения мощности таких лазеров, установил законы масштабирования для газоразрядных лазеров и разработал методы стабилизации частоты для таких устройств. Первый непрерывный лазер видимого диапазона, изобретённый Уайтом и Ригденом, до сих пор широко используется в научных исследованиях и образовании, входит в комплектацию различных приборов.
Уайт также внёс значительный вклад в разработку линз для микролитографии, а также методов выравнивания литографической маски с помощью специальных линз и зонных пластинок Френеля.

## Избранные публикации
- White A.D. New hollow cathode glow discharge // Journal of Applied Physics. — 1959. — Vol. 30, № 5. — P. 711-719. — doi:10.1063/1.1735220.
- White A.D., Rigden J.D. Continuous gas maser operation in the visible // Proceedings of the IRE. — 1962. — Vol. 50, № 7. — P. 1697. — doi:10.1109/JRPROC.1962.288157.
- White A.D., Gordon E.I. Excitation mechanisms and current dependence of population inversion in HeNe lasers // Applied Physics Letters. — 1963. — Vol. 3, № 11. — P. 197-199. — doi:10.1063/1.1753846.
- White A.D. Frequency Stabilization of Gas Lasers // IEEE Journal of Quantum Electronics. — 1965. — Vol. QE-1, № 8. — P. 349-357. — doi:10.1109/JQE.1965.1072246.
- Bruning J.H., Herriott D.R., Gallagher J.E., Rosenfeld D.P., White A.D., Brangaccio D.J. Digital wavefront measuring interferometer for testing optical surfaces and lenses // Applied Optics. — 1974. — Vol. 13, № 11. — P. 2693-2703. — doi:10.1364/AO.13.002693.